# 黑森-卡塞爾的奧古斯塔
奥古斯塔·威廉明妮·路易丝（德語：Auguste Wilhelmine Luise，1797年7月25日—1889年4月6日）是英国王妃、剑桥公爵夫人和黑森-卡塞尔伯国的郡主。她的丈夫是剑桥公爵阿道弗斯王子。
奥古斯塔是英国国王乔治二世的曾孙女；大伯是黑森选侯威廉一世。
1818年，她和英国的剑桥公爵阿道弗斯王子结婚。阿道弗斯当时已经44岁，奥古斯塔只是20岁。公爵是英王喬治三世的儿子，在长兄喬治四世的唯一合法继承人去世后纷纷为了王朝继承而赶紧结婚生子。奥古斯塔也先后诞下三名孩子。她的一个外孙女是日后的英国王后特克的玛丽。

## 紋章
- 劍橋公爵夫人奧古斯塔